# Johannes Feiner
Johannes Feiner (* 7. Juni 1909 in Zürich; † 30. November 1985 ebenda) war ein Schweizer römisch-katholischer Priester und Theologe.

## Leben

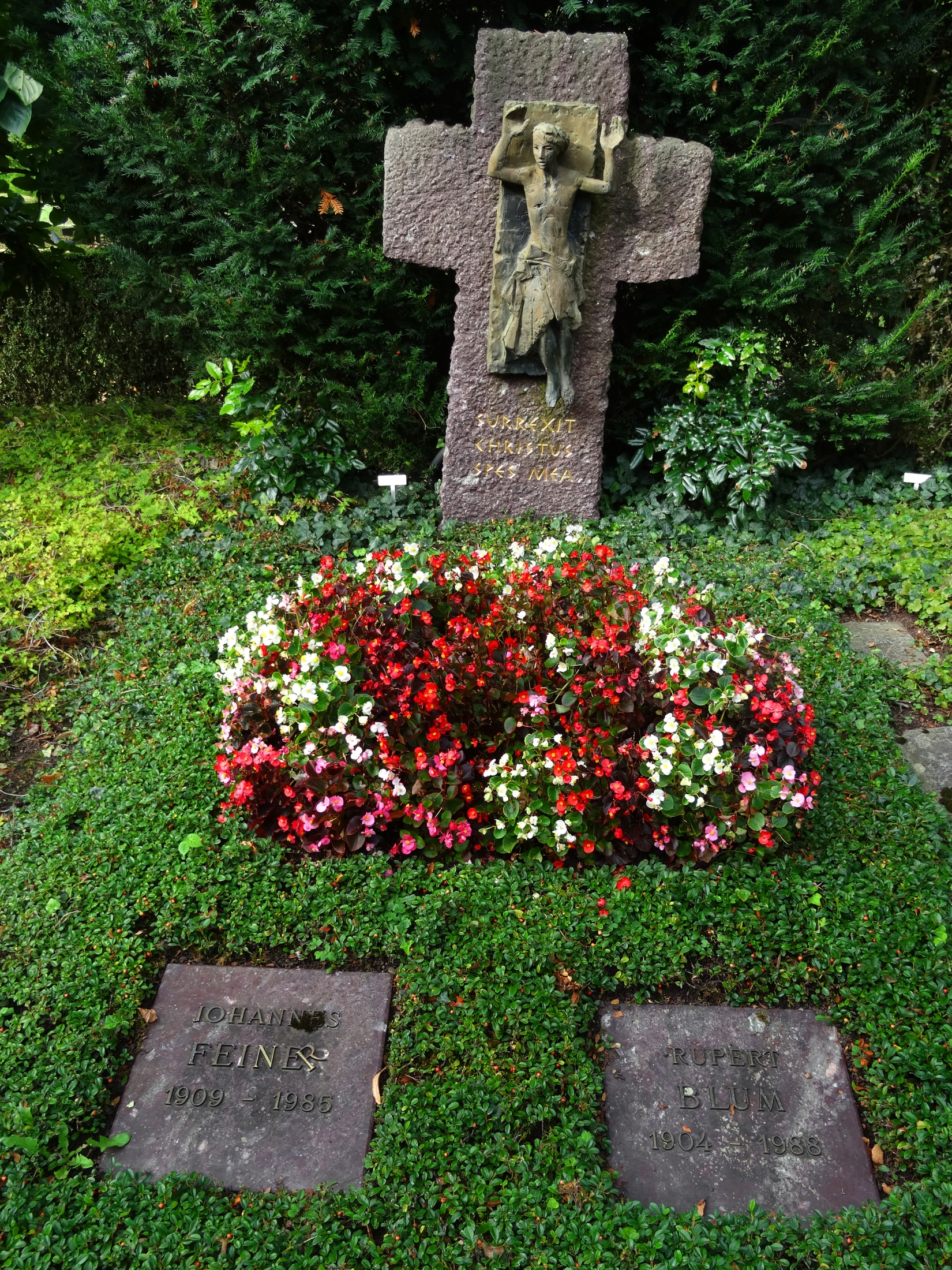
Grab, Friedhof Enzenbühl, Zürich

Von 1928 bis 1936 studierte er Philosophie und Theologie an der Pontificia Universitas Gregoriana. Nach der Priesterweihe 1934 in Rom war er von 1936 bis 1938 Lehrer und Vizepräfekt am Kollegium Schwyz. Von 1938 bis 1965 lehrte er als Professor für Fundamentaltheologie am Priesterseminar Chur. Von 1969 bis 1973 war er Mitglied der Commissione Teologica Internazionale.
Johannes Feiner fand seine letzte Ruhestätte auf dem Friedhof Enzenbühl in Zürich.

## Schriften (Auswahl)
- Die Erbsündenlehre Albert Pigges. Ein Beitrag zur Erforschung der katholischen Kontroverstheologie in der Reformationszeit. 1941, OCLC 721092887.
- als Herausgeber mit Arthur Fridolin Utz: Fragen der Theologie heute. Einsiedeln 1960, OCLC 718316224.
- als Herausgeber mit Heinrich Ott: Steht Maria zwischen den Konfessionen? Tagung vom 7. Dezember 1975. Zürich 1975, OCLC 74688753.
- als Herausgeber mit Lukas Vischer: Neues Glaubensbuch. Der gemeinsame christliche Glaube. Freiburg im Breisgau 1993, ISBN 3-451-08787-1.